# Cantó de Secondigny
El cantó de Secondigny és un cantó francès del departament de Deux-Sèvres, situat al districte de Parthenay. Té 8 municipis i el cap és Secondigny.

## Municipis
- Allonne
- Azay-sur-Thouet
- Le Retail
- Neuvy-Bouin
- Pougne-Hérisson
- Saint-Aubin-le-Cloud
- Secondigny
- Vernoux-en-Gâtine

## Història
| Data d'elecció                           | Identitat      | Partit                     | Qualitat |
| ---------------------------------------- | -------------- | -------------------------- | -------- |
| 1951-1964                                | Clovis Macouin | Divers droite              |          |
| 1964-1970                                | M. Pied        | SFIO                       |          |
| 1970-1982                                | M. Airault     | Divers droite              |          |
| 1982-1994                                | Gabriel Fourré | Divers droite              |          |
| 1994-2001                                | Claude Guinard | Divers droite              |          |
| 2001-                                    | Gérard Vitré   | Divers droite, després UMP |          |
| les dades anteriors no són pas conegudes |                |                            |          |
|                                          |                |                            |          |

## Demografia
| A partir de 1990: Població sense dobles comptes |